# Corentin Denolly
Corentin Denolly (* 6. Juni 1997 in Vienne) ist ein französischer Tennisspieler.

## Karriere
Denolly begann mit fünf Jahren Tennis zu spielen.
Bereits auf der ITF Junior Tour war er erfolgreich unterwegs. In seinem letzten Jahr als Junior 2015 spielte er alle vier Grand-Slam-Turniere der Junioren. Sein bestes Abschneiden war dabei der Halbfinaleinzug bei den French Open, wo er Taylor Fritz unterlag. In der Junior-Weltrangliste erreichte er kurz danach mit Rang 3 seine beste Platzierung.
Bei den Profis fasste Denolly ebenfalls 2015 erstmals Fuß. In Algerien erreichte er auf der drittklassigen ITF Future Tour sein erstes Finale. Auf der höher dotierten ATP Challenger Tour spielte er 2016 in Lyon das erste Mal, verlor jedoch in Einzel und Doppel jeweils deutlich. Bis Ende des Jahres erreichte Denolly im Einzel drei weitere Finals bei Futures, von denen er eines gewann. Im Doppel gewann er drei Titel bis Ende des Jahres, das er auf mit Platz 468 erstmals in den Top 500 der Weltrangliste abschloss. Das Jahr 2017 gestaltete sich ähnlich wie das Vorjahr. Er spielte fast ausschließlich Futures und zog in fünf Finals ein, gewann davon zwei und kam zu drei weiteren Titeln im Doppel, wodurch er sein Ranking lediglich halten konnte. Auch 2018 gelang ihm kein großer Durchbruch. Der Franzose trat häufiger in der Qualifikation von Challengers an, schaffte es aber nie ins Hauptfeld. Bei den French Open 2018 bekam er von der Turnierverantwortlichen eine Wildcard für die Einzelqualifikation sowie die Doppelkonkurrenz. Die Grand-Slam-Premiere im Doppel konnte er nicht positiv gestalten, in der Qualifikation für das Einzel konnte er gegen John-Patrick Smith immerhin ein Match gewinnen. Seine beste Position in der Weltrangliste datiert auf den Februar 2018, als er auf Platz 389 stand.

## Erfolge
| Legende (Anzahl der Siege)  |
| Grand Slam                  |
| ATP World Tour Finals       |
| ATP World Tour Masters 1000 |
| ATP World Tour 500          |
| ATP World Tour 250          |
| ATP Challenger Tour (1)     |

### Doppel

#### Turniersiege
| Nr. | Datum         | Turnier | Belag | Partner          | Finalgegner                      | Ergebnis          |
| --- | ------------- | ------- | ----- | ---------------- | -------------------------------- | ----------------- |
| 1.  | 23. Juni 2019 | Blois   | Sand  | Alexandre Müller | Sergio Galdós Andreas Siljeström | 7:5, 6:75, [10:6] |